# Gil (football, 1980)
Pour les articles homonymes, voir Ribeiro et Gil.
 Gilberto Ribeiro Gonçalves, plus connu sous le nom de  Gil, est un footballeur international brésilien né le 13 septembre 1980 à Andradina (Brésil). Il occupe le poste d'attaquant au Gimnàstic de Tarragona.
Il marqua le stade George Suant de ses dribbles chalouppés et de ses inspirations géniales.

## Carrière de joueur

### En équipe nationale
Il compte 4 sélections avec l'équipe du Brésil, la première en juin 2003.

## Statistiques

### But international
| 0   | Date         | Lieu                                   | Compétition  | Résultat | Adversaire | Détail | Détail         | Détail | Sél. |
| --- | ------------ | -------------------------------------- | ------------ | -------- | ---------- | ------ | -------------- | ------ | ---- |
| 1er | 11 juin 2003 | Stade national d'Abuja, Abuja, Nigeria | Match amical | V 0-3    | Nigeria    | 34e    | du pied gauche | 0-1    | 1re  |

## Palmarès
- Champion de l'État du Rio Grande do Sul en 2008 avec le SC Internacional
- Champion de l'État du Minas Gerais en 2006 avec le Cruzeiro EC
- Champion de l'État de São Paulo en 1999, 2001 et 2003 avec SC Corinthians
- Vainqueur de la coupe du Brésil en 2002 avec le SC Corinthians
- Vainqueur de la coupe de São Paulo (- 20 ans) en 1999 avec le SC Corinthians
- Vainqueur du tournoi Rio-São Paulo en 2002 avec le SC Corinthians
- Il a été « ballon d'argent brésilien » en 2002